# Oreste (Morlacchi)
Oreste (título original en italiano; en español, Orestes) es un drama jocoso en dos actos con música de Francesco Morlacchi y libreto en italiano de Leonardo Bottoni. Se estrenó el 26 de diciembre de 1808 en el Teatro Imperiale de Parma, Italia.
Se trata de la quinta de las veinticinco óperas musicales que F. Morlacchi compuso. Es una obra juvenil, compuesta por Morlacchi con solo veinticuatro años, mientras estaba viviendo un momento prolífico de su carrera. 